# Gloria Mundis
Gloria Mundis è il terzo disco ufficiale del gruppo musicale italiano Underground Life, pubblicato nel 1988.

## Tracce
Lato A
1. Giorno automatico
2. Al buio con te
3. Il pensiero come anima
4. Arrivi dal cielo (blue room)
5. Glass house

Lato B
1. Novantanovesimo piano
2. I fiori ghiacciati
3. Einstein sulla spiaggia
4. Angeli di distruzione
5. Tristezza ed estasi (al di là della scienza)